# Heteromyza rotundicornis
Heteromyza rotundicornis – gatunek muchówki z rodziny błotniszkowatych i podrodziny Heleomyzinae.
Gatunek ten opisany został w 1846 roku przez Johana Wilhelma Zetterstedta jako Anthomyza rotundicornis.
Muchówka o ciele długości od 4 do 5,5 mm. Głowa jej odznacza się obecnością zarówno włosków jak i szczecinek na policzkach, a u samców także stopniowo ściętym czołem, pośrodku szerszym niż twarz. Tułów cechuje się dobrze rozwiniętymi przedszwowymi szczecinkami śródplecowymi, obecnością szczecinek na propleurach oraz nagim przedpiersiem. Skrzydła mają długie pterostygmy i kolcopodobne szczecinki na żyłce kostalnej dłuższe niż owłosienie. Środkowa para odnóży ma na goleniach po jednej, dobrze rozwiniętej ostrodze.
Owad znany z Irlandii, Wielkiej Brytanii, Belgii, Holandii, Niemiec, Danii, Norwegii, Szwecji, Finlandii, Szwajcarii, Austrii, Polski, Czech, Słowacji, Węgier i Chorwacji.